# Pidonia misenina
Pidonia misenina là một loài bọ cánh cứng trong họ Cerambycidae.